# Saut deth Pish
El Saut deth Pish és un salt d'aigua d'entre 25 i 30 metres de desnivell situat a la comarca de La Vall d'Aran en el municipi de Vielha e Mijaran a 1.600 metres d'alçada sobre el nivell del mar. Les aigües d'aquesta cascada provenen, en bona part, del Llac Long de Liat, situat uns kilòmetres més al nord.